# Grumman E-2 Hawkeye
El Grumman E-2 Hawkeye es un avión de alerta temprana aerotransportada (AEW) embarcado estadounidense con capacidad operativa en todo tiempo. Es un avión propulsado por dos motores turbohélice que fue diseñado y desarrollado entre finales de los años 50 y principios de los años 60 por la compañía Grumman Aircraft para la Armada de los Estados Unidos como reemplazo del E-1 Tracer, un modelo que había quedado obsoleto en un plazo muy corto. El rendimiento del E-2 ha sido mejorado en sucesivas ocasiones con las versiones E-2B y E-2C, siendo los principales cambios el radar y las radiocomunicaciones debido a los avances en los circuitos integrados y otros dispositivos electrónicos. La última versión del Hawkeye es el E-2D, que hizo su primer vuelo en 2007 e incorpora un radar AESA (activo de barrido electrónico).
Durante la Guerra Fría, la mayor amenaza a la que se enfrentaban los grupos de combate de la Armada de Estados Unidos era un ataque masivo de misiles soviéticos. Por ello, cuando se diseñó el E-2 Hawkeye, la misión asignada era proteger a la flota, detectando con suficiente antelación los bombarderos soviéticos y dirigiendo contra ellos a los cazas F-14 Tomcat. Se trataba de derribar los bombarderos antes de que atacaran con sus misiles a la flota, y el empleo del E-2 debía poder maximizar el número de derribos que los cazas podían lograr en cada interceptación. En Vietnam, además, se descubrió el potencial del avión para guiar a los aviones de ataque, advirtiéndoles de posibles amenazas.
El E-2 fue apodado Super Fudd porque reemplazó al E-1 Tracer, apodado Willy Fudd. En los últimos años, no obstante, suele ser llamado Hummer (zumbador) por el distintivo sonido de sus motores turbohélice muy diferente de los motores de reacción turborreactor y turbofán. El E-2 y su hermano el C-2 Greyhound, un avión de carga derivado de este, actualmente son los únicos aviones de hélice que operan desde portaaviones. Además de a la Armada de los Estados Unidos, también fue vendido en pequeños números a las fuerzas armadas de Egipto, Francia, Israel, Japón, Singapur y de la República de China (Taiwán).

## Desarrollo

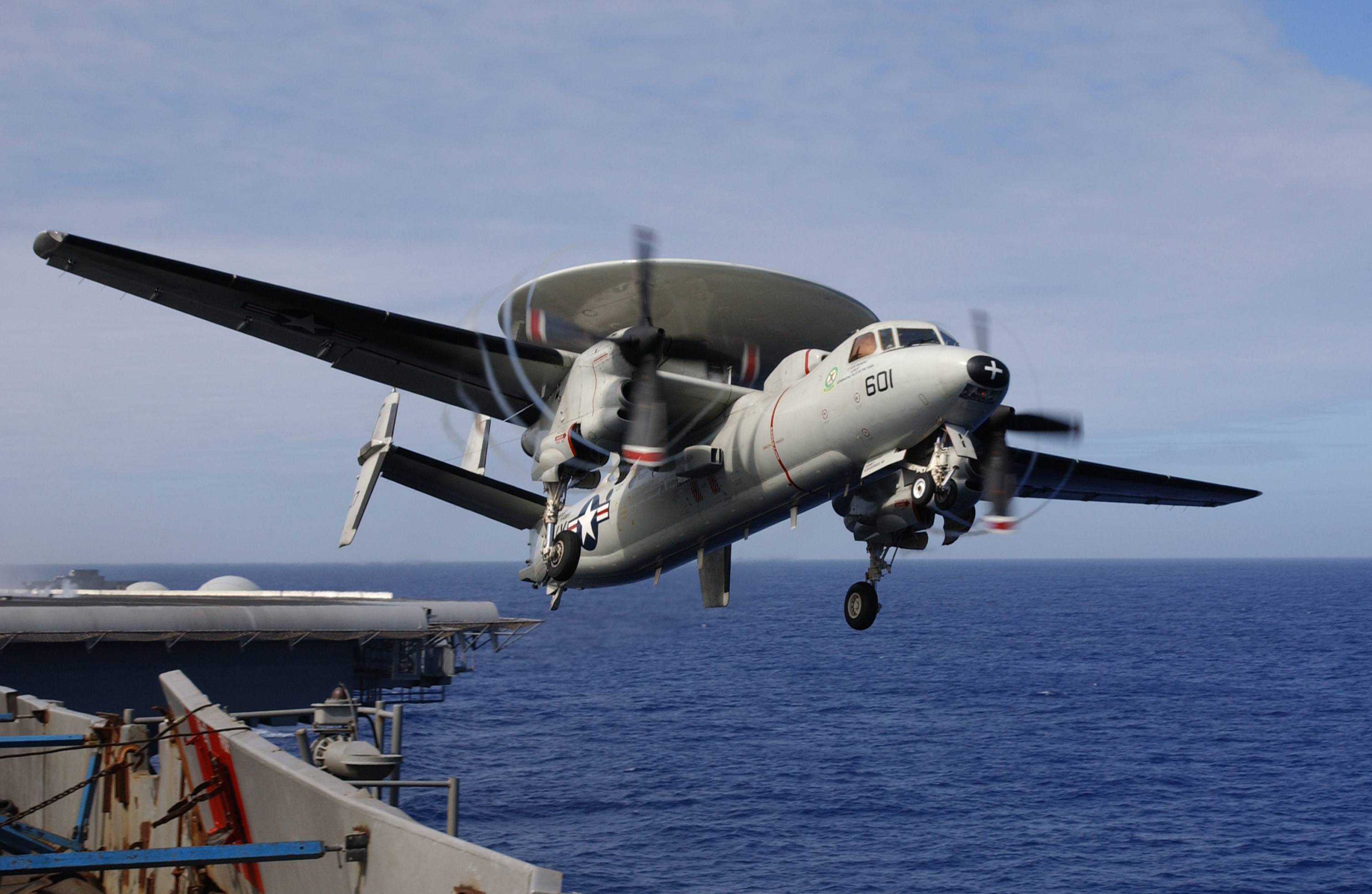
Un E-2C Hawkeye en el portaaviones George Washington (CVN-74).

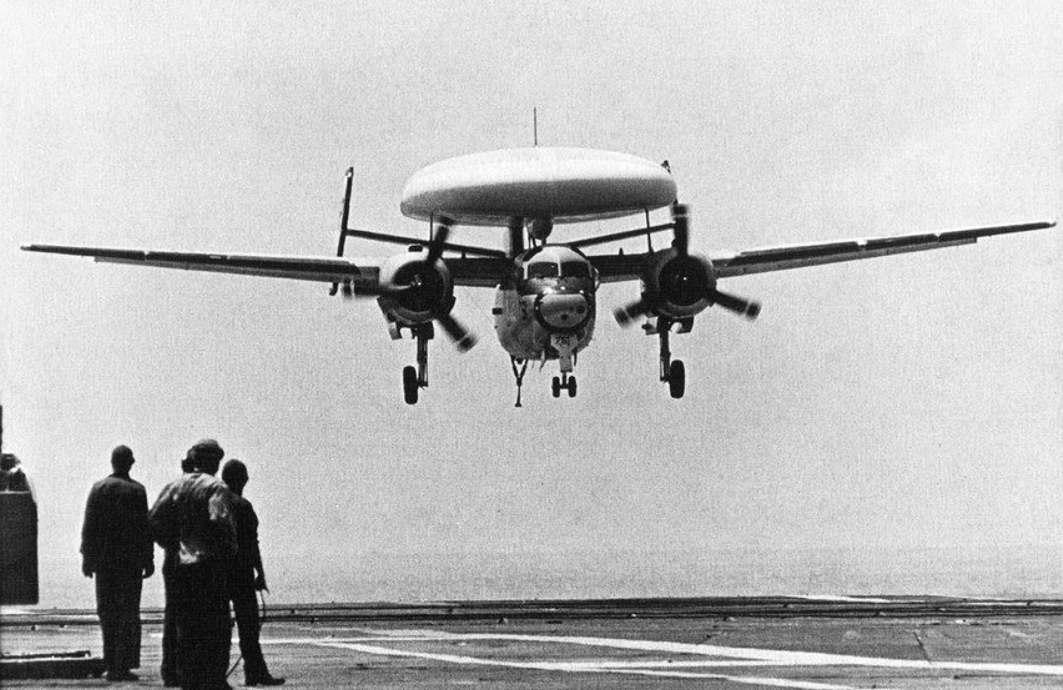
Apontaje de un Grumman E-1B Tracer del Escuadrón VAW-111 en el portaviones USS Bennington (CVS-20).

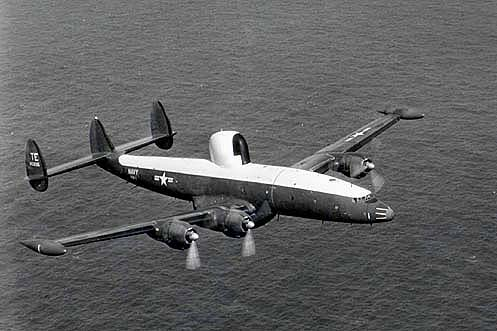
Lockheed WV-2 (después de 1962 EC-121K) del escuadrón VW-1 de la Armada estadounidense.

### Antecedentes
El Hawkeye es el resultado de un largo linaje de aviones equipados con radar que se remontan a la Segunda Guerra Mundial. La guerra en el Pacífico y los ataques kamikaze hicieron que la Armada estadounidense se interesara acerca de cómo detectar amenazas con el tiempo suficiente para interceptarlas lo más lejos posible de la flota. Algunos aviones TBM Avenger fueron equipados con el radar AN/APS-20 para hacer frente a los kamikazes. Los TBM-3W fueron los primeros aviones de alerta temprana (AEW) de la Armada estadounidense. El Proyecto Cadillac introdujo el radar APS-20, cuya gran antena se instalaba debajo del fuselaje del TBM y podía detectar aviones y barcos enemigos a grandes distancias. A una altitud de 20 000 pies, un TBM podía detectar a un bombardero japonés a 150 km y patrullar durante 10-12 horas. Para ello, todo el armamento fue desmontado para hacer sitio a los equipos y a un operador de radar. El prototipo XTBM-3W hizo su primer vuelo en agosto de 1944. Las entregas comenzaron en marzo de 1945, siendo 27 TBM-3W los que recibió la Armada estadounidense. El USS Ranger hizo las pruebas en mayo y destacamentos de 4 aviones se asignaron a los portaviones USS Enterprise, USS Hornet y USS Bunker Hill. Después de la guerra, se creó el prototipo Grumman AF-2W Guardian, pero finalmente el radar APS-20 se instaló en los Douglas AD-3W, AD-4W y AD-5W Skyraider, siendo operado por la Marina Real y la Armada estadounidense.
Los primeros aviones radar expresamente solicitados por la Armada estadounidense fueron denominados PB-1W por la misma. Eran 24 B-17G modificados en 1945 para llevar el radar APS-20. La ventaja que ofrecían sobre los TBM era que podían llevar a bordo a varios operadores para que guiaran a los interceptores hasta el blanco. No llegaron a entrar en combate y serían utilizados hasta 1955, cuando entró en servicio el WV-2 (EC-121K) Willy Victor. En 1952 se experimentó con un par de C-121 modificados, que serían denominados PO-1W/WV-1. Esto llevó a que, a partir de 1954, entraran en servicio en la Armada estadounidense 142 Lockheed L-1049 Super Constellation equipados con radar y denominados EC-121K.
Las mejoras en electrónica y en aparatos de radar llevaron en 1956 a que la Armada estadounidense pensara en el concepto de un avión embarcado que realizara tareas de alerta temprana y centro de mando (Airborne early warning and command and control). El primer avión en realizar esta misión fue el Grumman E-1 Tracer Willy Fudd, una variante del avión embarcado antisubmarino S-2 Tracker, aunque basada en el Grumman C-1 Trader, que operó con la Armada estadounidense de 1954 a 1964. En 1962 surgió el E-1B, que prestó un servicio muy valioso en Vietnam. El E-1 y su radar AN/APS-82 quedaron superados muy pronto por los avances tecnológicos y el E-2 empezó a sustituirlo en 1964 para ser los "Ojos de la flota". En 1973, casi todos los E-1 fueron retirados, pero aun así el modelo no fue oficialmente retirado hasta 1977.

### El nacimiento del E-2
El E-2 Hawkeye fue el primer avión diseñado desde el principio para alerta temprana y utilizaba turbohélices, con lo cual tenía una mayor velocidad de crucero y un mayor techo de vuelo que los modelos anteriores, diseñados con motores de pistones. Contaba con una aviónica mejorada, detección y seguimiento automático de múltiples objetivos enemigos y control automático de cazas en misión de defensa, gracias al radar General Electric APS-96, cuya antena está colocada en un radomo giratorio sobre la dorsal del avión y rota a seis revoluciones por minuto.
La Armada estadounidense encargó inicialmente 3 prototipos y les siguieron 59 ejemplares de serie, designados E-2A Hawkeye y entregados entre 1964 y 1969. A partir de 1966 empezó a realizar misiones en los portaviones asignados a Vietnam. Una de sus funciones era la alerta lejana para detectar cualquier amenaza que pudiera venir desde Vietnam del Norte. En las misiones de ataque, los E-2A proporcionaban cobertura radar a los grupos de ataque que se adentraban en Vietnam.

### Mejoras: nace el E-2B
Consciente de los avances tecnológicos en 1969, Grumman propuso mejorar el diseño, presentando el E-2B dotado de mejores equipos electrónicos. La electrónica de la época fallaba bastante, creando problemas de disponibilidad y obligando a un mantenimiento intensivo en los E-2A. La propuesta fue aceptada y 51 de los 59 E-2A fueron reconvertidos a la nueva versión. El E-2B no dejaba de ser una solución temporal y operó durante poco tiempo. Cuando empezaba a desplegarse por los portaviones, Grumman ya preparaba el prototipo del E-2C, que realizó su primer vuelo en enero de 1971.

### E-2C
La versión C, o Charlie, supuso la maduración definitiva del E-2. Si la misión original del Hawkeye era proveer a los grupos de batalla de portaaviones con alerta temprana e interceptación de largo alcance, las mejores capacidades del E-2C fueron reorientadas de acuerdo al cambio de misión previsto para los grupos de batalla como soportes en operaciones conjuntas, cambio que conllevó el control sobre misiones de ataque, coordinación de aviones cisterna, así como tareas de búsqueda y rescate. Con el E-2C se retiraron definitivamente los E-1, que habían estado sirviendo en los portaviones Clase Essex debido a que el E-2 no podía operar en ellos.
La versión E-2C entró en servicio con el escuadrón VAW-123 en noviembre de 1973. El E-2C incorporaba ordenadores más modernos, equipos de refrigeración más potentes para la electrónica, equipos de comunicación más modernos y motores turbohélice también más potentes. 
Inicialmente se compraron 29 E-2C nuevos y 49 E-2B se convirtieron a la nueva versión. Los E-2C de la Armada se fueron mejorando continuamente. Para 1976, todos los aviones ya habían sido equipados con el nuevo radar AN/APS-125. La actualización E-2C+ incluyó mejoras en el radar, actualizaciones del software y motores más potentes. Anteriormente, toda la flota se había convertido al Block I y II, con un nuevo radar APS-139 y APS-145 y mejoras en los ordenadores.
- Entre 1980 y 1988 se modernizan 55 aviones E-2C al estándar denominado Group 0.
- Desde 1988 se actualizan 18 aviones al nuevo estándar denominado Group 1. Los aviones sustituidos se transfieren a la Reserva Naval y a los Guardacostas.
- En 1992 se introduce un nuevo estándar denominado Group 2. Se encargan 38 aviones nuevos y 12 aviones Group 1 se transforman.
- Con el cambio de siglo aparece el Hawkeye 2000. Se encargan 24 unidades nuevas y el resto son conversiones de otras versiones.

Para la Operación Allied Force en Kosovo, el papel del E-2C fue ampliado a misión de mando y control sobre el campo de batalla.

### E-2D Advanced Hawkeye
La última variante, la E-2D Advanced Hawkeye, comenzó a desarrollarse en 2003 y se fue incorporando a la Armada estadounidense. En él destaca su tecnología completamente nueva, incluyendo el nuevo radar AN/APY-9 (con una serie electrónicamente explorada), la suite de radio, el ordenador de misión, el sistema de dirección de vuelo, motores mejorados y la capacidad de repostar combustible en vuelo. La E-2D incluiría el equipo necesario para que uno u otro piloto puedan actuar como un 4.º operador táctico, y tendrá el acceso al máximo de la gama de funciones de misión disponibles al equipo CIC. El primer vuelo se esperaba en 2007, con certificación IOC en 2011. El E-2D incluiría nuevas capacidades, como ser capaz de guiar misiles cuando estos quedan fuera del alcance de su lanzador, por ejemplo los AIM-120 AMRAAM y RIM-174 Standard. Los turbopropulsores Rolls-Royce T56-A-427A mejoran las prestaciones del avión.
Para asegurarse siempre un E-2 en vuelo, los escuadrones embarcados pasaron de cuatro E-2C a cinco E-2D. La posibilidad de ser reabastecido en vuelo supone que podrá realizar operaciones por más tiempo y a mayores distancias que los E-2C a los que sustituye. Del radar AN/APY-9, además, se cree que puede detectar aviones furtivos y misiles balísticos, con un alcance de detección que supera en mucho al del E-2C. Las prestaciones y misiones que puede realizar un E-2D superan en mucho a las de un E-2C.
La Armada estadounidense tiene previsto comprar 75 E-2D, siendo el primer escuadrón el VAW-120 Greyhawk. El primer servicio embarcado en portaviones de un E-2D se realizó en 2015.

## Diseño

### Fuselaje y estructura

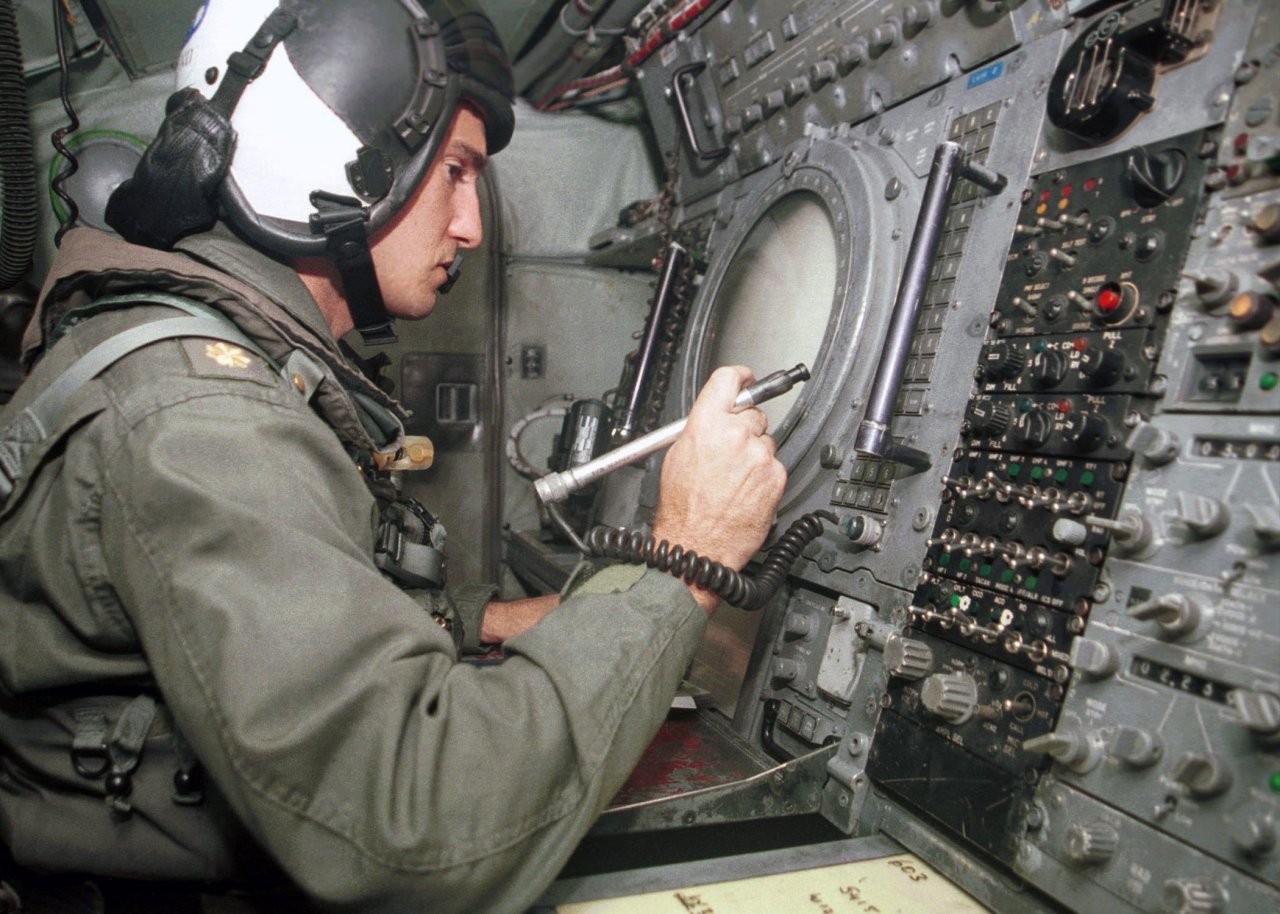
Interior de la sala de radar del E-2 Hawkeye (configuración del Group 0)

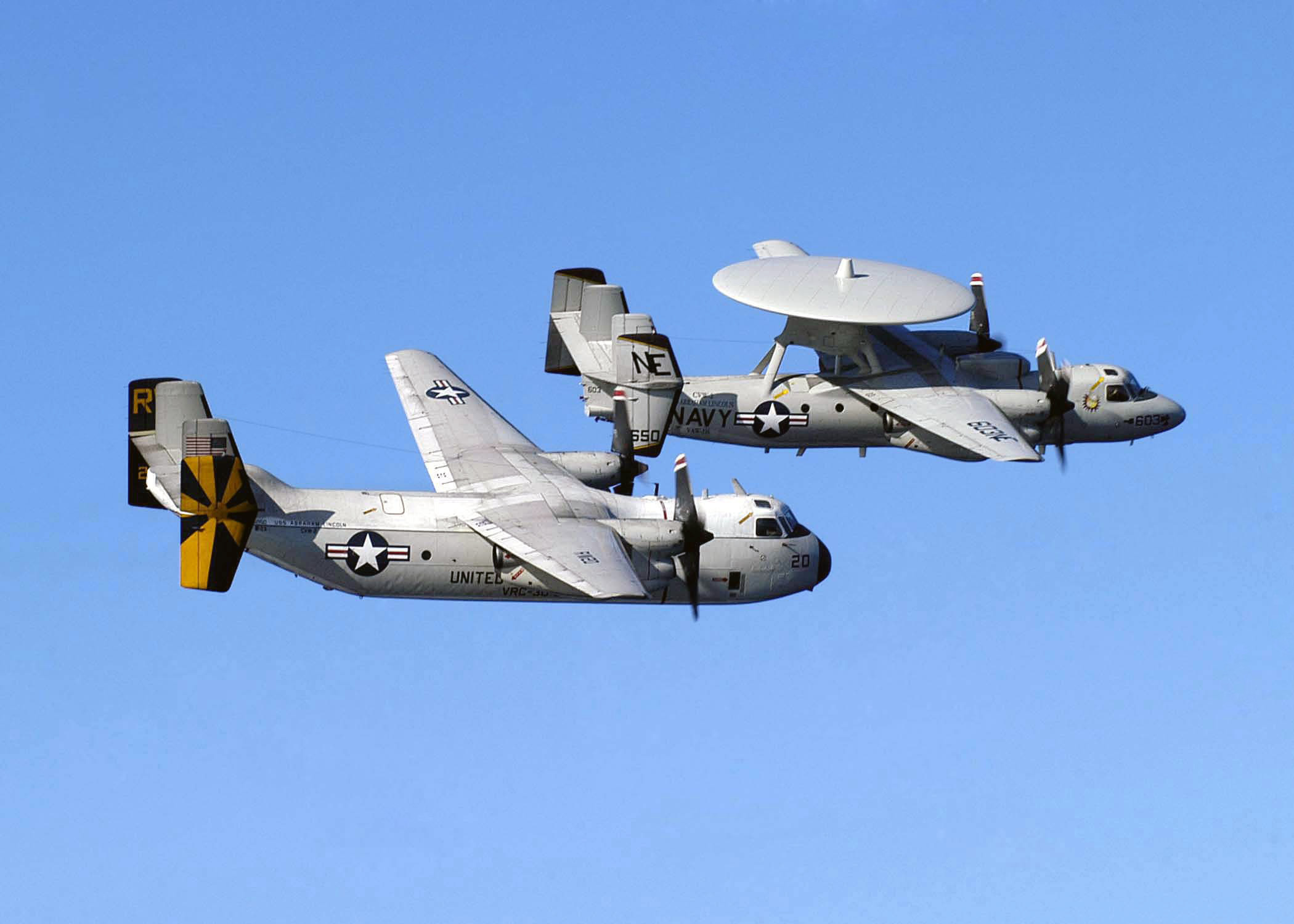
Un C-2A Greyhound y un E-2C Hawkeye volando juntos en 2005.

Avión bimotor de ala alta, diseñado desde su inicio para ser operado como alerta temprana en portaaviones, ligero con alas rectas y plegables, para poder ser almacenado en los hangares del portaaviones, el piloto y operador de sistemas de radar se sientan juntos en una cabina de mando ensanchada y presurizada. También puede transportar tripulantes sentados detrás de la cabina de mando y carga ligera de suministros, heridos y equipo militar.
Tiene un tren de aterrizaje alto y reforzado. El tren de aterrizaje delantero tiene dos ruedas y se repliega bajo la cabina de mando, y el principal tiene solamente una rueda a cada lado y se guarda bajo los motores insertados en las alas. El gancho de la catapulta se conecta directamente al tren de aterrizaje delantero para el despegue desde el portaaviones, y para el aterrizaje tiene un gancho conectado al fuselaje central en la parte trasera bajo los elevadores horizontales, que se engancha a los cables de la cubierta del portaaviones para ser detenido. Es el avión más pesado y grande que opera desde portaaviones. 
Las alas son rectas y alargadas para mejorar sus prestaciones de vuelo a baja altitud y velocidad, donde el aire es más denso, húmedo y pesado, superando la maniobrabilidad de los aviones de combate con alas en flecha a baja velocidad. Los elevadores traseros son grandes y tiene un timón vertical doble para aumentar la estabilidad y evitar las turbulencias generadas por el radar montado sobre el fuselaje central. Puede detectar múltiples objetivos enemigos volando a diferente altitud y velocidad, aviones de combate, helicópteros, misiles, barcos y submarinos, que podrían ser una amenaza para el portaaviones y la flota de combate.
El elevador trasero de diseño único en su tipo, comparable al del avión de transporte comercial Lockheed Constellation, tiene una inclinación positiva con mayor ángulo de diedro y se conecta con 4 estabilizadores verticales inclinados hacia adentro para aumentar su estabilidad y capacidad de sustentación, lo que facilita las maniobras de despegue y aterrizaje desde el portaaviones. También puede operar desde bases militares costeras para misiones de patrulla en el mar.
Un factor esencial en el diseño del avión es que, en su momento, la Armada estadounidense exigió que el avión pudiera operar desde los portaviones Clase Essex. Esto hizo que el E-2A se diseñara sin explotar toda la potencialidad que un mayor peso y tamaño podían haber aportado. Irónicamente, pocos años después, los Clase Essex fueron retirados del servicio y el E-2A nunca operó desde los portaviones de esa clase.

### Motores

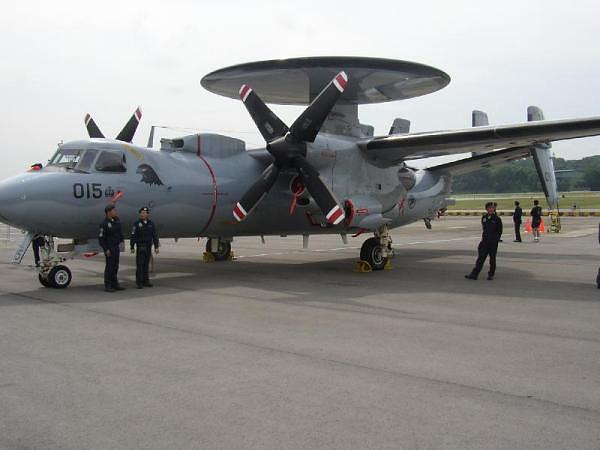
E-2C de la Fuerza Aérea de la República de Singapur en 2006.

Tiene el mismo motor de turbina del avión de carga Lockheed C-130 Hercules y el avión de patrulla Lockheed P-3 Orion, el Allison T56, que también se fabrica como el motor de turbina Rolls-Royce T56, uno montado en cada ala. Con el paso de los años y el tiempo de servicio en portaaviones, se instalaron nuevos motores de turbohélice más potentes, con otras hélices para incrementar su velocidad, se aumentaron las hélices de 4 palas anchas a nuevas hélices de 8 palas delgadas con un diseño especial para reducir su velocidad de rotación y aumentar la potencia. Las nuevas hélices de materiales compuestos reducen el ruido generado a baja altitud y el consumo de combustible, para reducir su detección en vuelos rasantes sobre el mar, optimizar el consumo de combustible y aumentar su alcance en las misiones de patrulla como avión de alerta temprana de combate.

### Interior
El E-2 tiene un fuselaje presurizado, desde donde operan los cinco tripulantes. A los dos pilotos se une el comandante y dos operadores de radio. Debido al reducido número de operadores, la Armada estadounidense siempre ha buscado automatizar al máximo las tareas a bordo, aligerando el trabajo de los mismos.

### Variantes

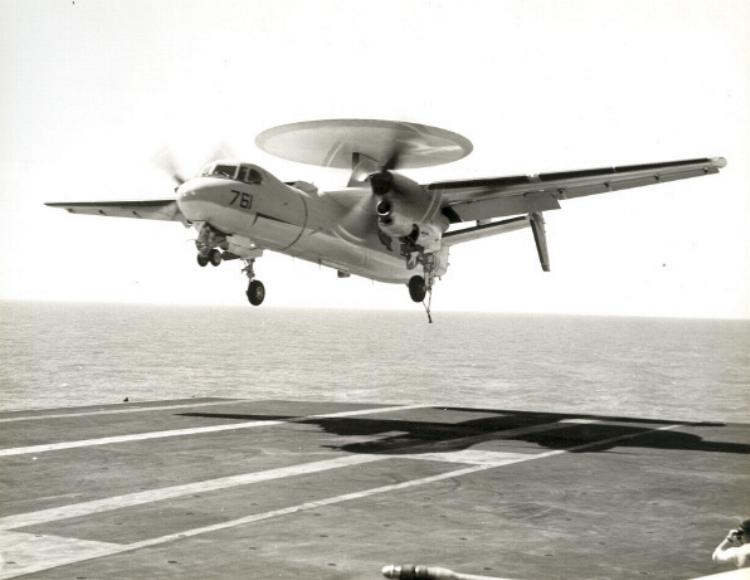
Un E-2A del escuadrón VAW-11 apontando en el USS Coral Sea (CV-43) en 1966.

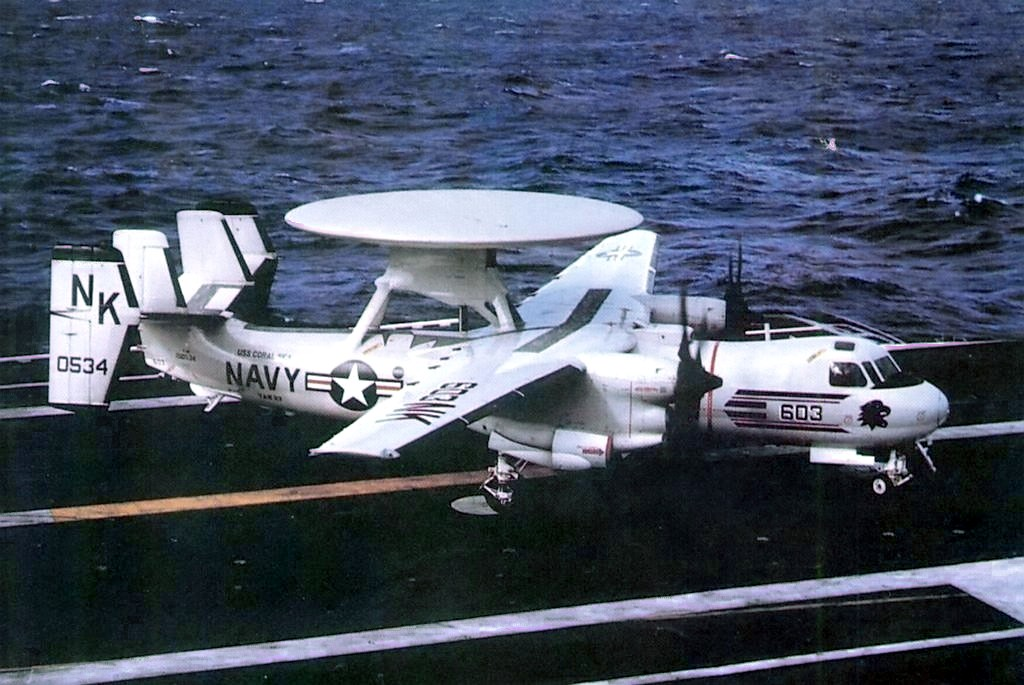
Un E-2B del escuadrón VAW-113 después de apontar en el USS Coral Sea en 1979.

Existe una variante para carga ligera, el Grumman C-2 Greyhound, avión de carga bimotor de ala alta, diseñado especialmente para transportar suministros, correo, heridos, pasajeros y tripulantes a todos los portaaviones de la Armada. Tiene el mismo tamaño y diseño que el E-2, pero el fuselaje central es un poco más ancho y se extiende proyectado hasta atrás con una pequeña compuerta de carga, para introducir carga ligera, heridos y pasajeros. El elevador trasero es recto y está instalado en una posición más alta, los 4 timones verticales son totalmente rectos. Es más lento y pesado por ser un avión diseñado para carga, con los dos motores originales y hélices de 4 palas, presenta limitaciones de velocidad y altitud operativa, comparado con el diseño original del E-2, más moderno, aerodinámico y mejorado, pero recientemente en algunos aviones de carga también se han instalado los nuevos motores con hélices de 8 palas.

### Componentes del E-2D

#### Electrónica
| Sistema      | País | Fabricante | Notas         |
| ------------ | ---- | ---------- | ------------- |
| Red de datos |      |            | MIL-STD-1553B |

## Historia operacional

### Egipto
Egipto fue un cliente inesperado. En 1986 se encargaron 6 E-2C Group 0. Desde 2007 fueron modernizados al estándar Hawkeye 2000. Parece dudoso que Egipto esté interesado en comprar la nueva versión E-2D que otros operadores están encargando. Los E-2 egipcios han sido empleados en misiones de combate sobre Libia.

### Estados Unidos

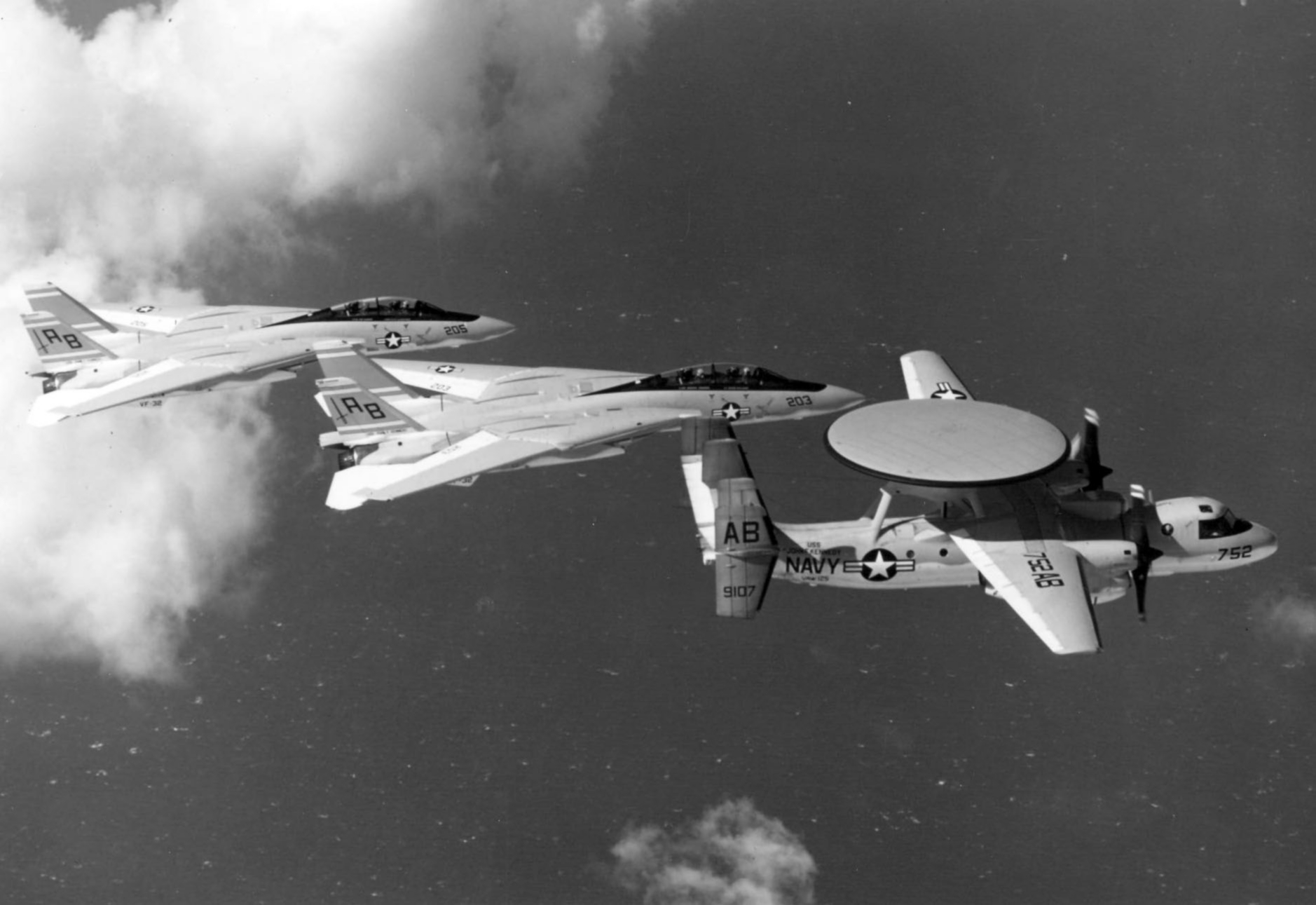
Esta foto de 1975 muestra dos F-14A-75-GR Tomcat del escuadrón VF-32 volando en formación con un Grumman E-2C Hawkeye del VAW-125 mientras estaban asignadas al Carrier Air Wing 1 (CVW-1) a bordo del USS John F. Kennedy (CV-67). Uno de los F-14A de la foto derribó en 1989 un Mikoyan-Gurevich MiG-23 libio.

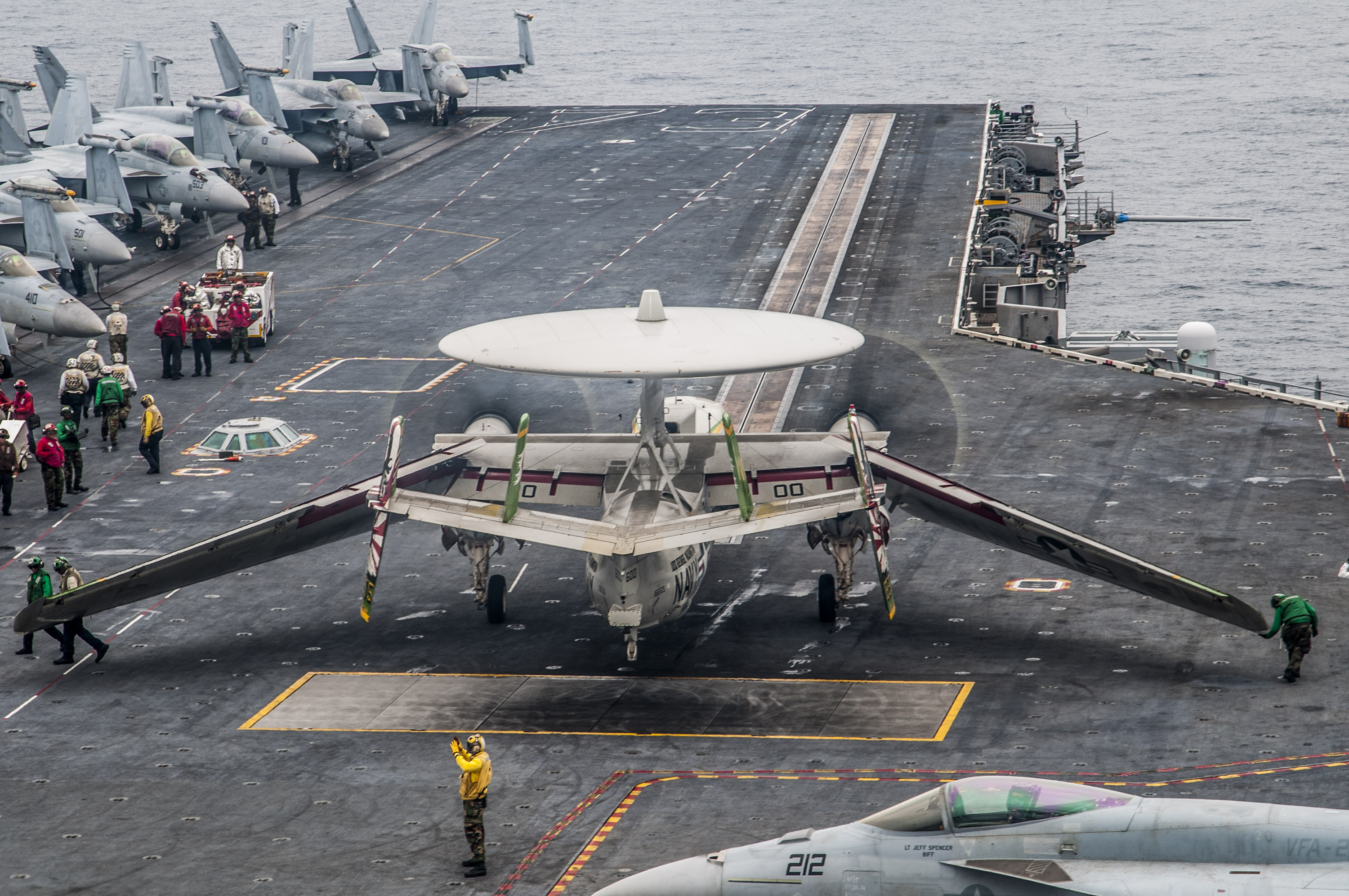
Un E-2C Hawkeye (BuNo 166505) del escuadrón VAW-115 se prepara para despegar del USS George Washington (CVN-73) durante unas maniobras cerca de Corea.

El E-2A entró en combate durante la guerra de Vietnam. El Escuadrón VAW-11 fue el primero en desplegar el E-2 en Vietnam, el año 1965. A pesar de los problemas de retorno de señal sobre tierra, los E-2 pudieron controlar el espacio aéreo de Vietnam del Norte y apoyar a los equipos de ataque, guiándolos en su ruta al objetivo. También realizaron labores de vigilancia de la flota; uno de los temores de Estados Unidos era que los MiG vietnamitas realizaran un ataque contra los barcos estadounidenses. En 1975, el VAW-113 desplegó sus E-2B a bordo del USS Enterprise (CVN-65) para cubrir la evacuación de Saigón. En 1973 entró en servicio el E-2C.
En 1981, un E-2C Hawkeye del Escuadrón VAW-124 guio a una pareja de F-14 Tomcat del VF-41 Black Aces en la intercepción de aviones libios sobre el Golfo de Sidra. El resultado fue el derribo de dos Sukhoi Su-22 libios. Años después, en el mismo escenario, los E-2C del VAW-123 embarcado en el USS America dirigieron los F-14 Tomcat que volaban las misiones de protección aérea en la Operación El Dorado Canyon. En 1985, un E-2C Hawkeye del USS Saratoga (CV-60) se empleó para localizar el Boeing 737 de Egypt Air donde viajaban los secuestradores del crucero Achille Lauro, de modo que fue interceptado. En 1989, los E-2 guiaron a los F-14 del Escuadrón VF-32 para que derribaran dos MiG-23 Flogger libios.
En Irak, los E-3 Sentry y los E-2 Hawkeye se emplearon conjuntamente para detectar tanto de día como de noche los movimientos de las tropas y aviones iraquíes. En 1991, los E-2 coordinaron las operaciones aéreas. Como parte de su misión, dirigieron la intercepción de dos MiG-21, que fueron derribados por aviones F/A-18 al inicio de la guerra. Posteriormente, participaron en el control del espacio aéreo, tanto en Irak como en los Balcanes. En 2003, el Hawkeye 2000 hizo su debut en combate en Irak. Ese año, los E-2 guiaron a los aviones hacia sus objetivos en las misiones de ataque.
Durante la Guerra Fría, cada portaviones estadounidense contaba con 24 aviones de combate F-14, que se coordinaban con los cuatro aparatos E-2C Hawkeye para interceptar a los aviones enemigos. El E-2 Hawkeye es actualmente un miembro esencial del ala embarcada; cada una cuenta con 4 E-2 Hawkeye (en ocasiones cinco), para ser capaz de tener vigilancia continua las 24 horas del día. Un E-2 debe estar en vuelo, otro preparado y uno o dos en mantenimiento en el hangar del portaviones. Hasta 2005, la Armada estadounidense tenía un ala de E-2 en cada costa, asignados a cada flota. En 2005 se centralizó en un único ala en Point Mugu, California.
Los Hawkeye han apoyado a la Guardia Costera, al Servicio de Aduanas y a las fuerzas policiales durante las operaciones antidroga:
- En 2005, seis E-2C se asignaron a la Reserva Naval para ayudar en operaciones antidroga y de seguridad doméstica. Esta asignación duró hasta 2013, cuando el escuadrón VAW-77 fue disuelto.
- El Servicio de Guardacostas creó el Escuadrón CGAW-1 en 1987 para operar los 8 aviones E-2C cedidos por la Armada estadounidense. Los aviones operaban en misiones antidroga hasta que se decidió retirarlos en noviembre de 1991 como consecuencia del accidente de un E-2C en Puerto Rico.[26][27]

### Francia

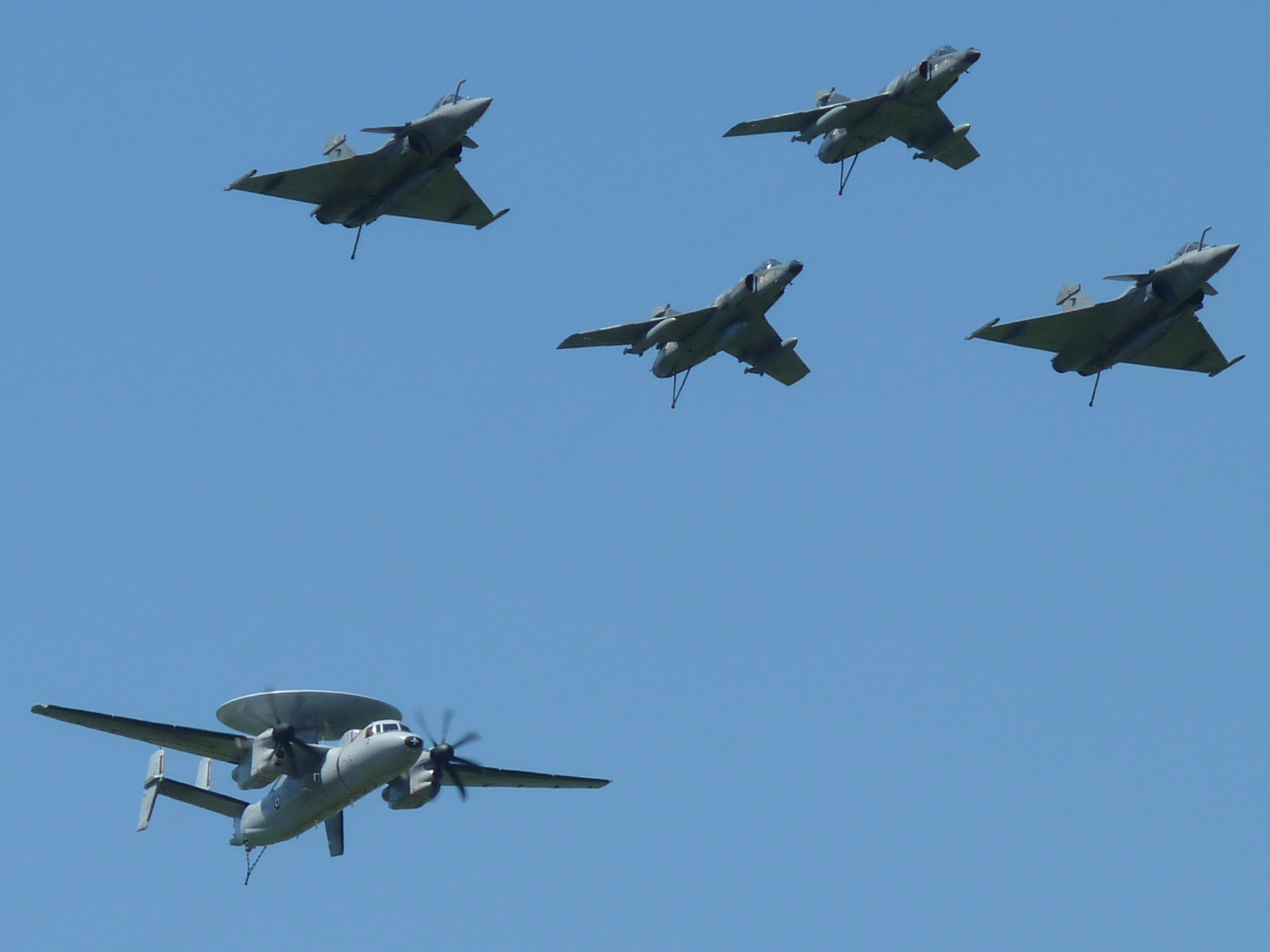
Dos Super Etandard, dos Rafale Marine y un Grumman E-2 Hawkeye vuelan en formación durante la celebración del centenario de la Aviación Naval Francesa.

La Flottille 4F de la Aeronavale se creó para operar los E-2C Hawkeye  Group II asignados al portaviones Charles de Gaulle, que hubo de adaptar la longitud de su pista para poder operar los E-2C. En 2004 se recibió un tercer E-2C, versión Hawkeye 2000. Durante años se solicitó la compra de un cuarto E-2, sin ser aprobados los fondos para ello. Normalmente, dos E-2C se asignan al Groupe Aérien embarqué (GAé) mientras el tercero pasa por el taller de mantenimiento. Los E-2 franceses han realizado misiones de combate en Siria, Irak, Afganistán y Libia. Los dos primeros aviones E-2C recibidos fueron modernizados en 2007 a la versión Hawkeye 2000 y Francia encargó tres aviones E-2D para reemplazar sus E-2C.
Los E-2C franceses se han desplegado a menudo desde bases terrestres, y durante los últimos años se practica cada vez más la interoperabilidad con los portaviones de la Armada estadounidense.

### Israel
La Fuerza Aérea de Israel (IAF) compró, en 1975, 4 E-2C Group 0 con radar APS-125, siendo la primera exportación del avión. Las entregas terminaron en 1978, formándose el Escuadrón 192 que, a partir de entonces, participó en numerosas misiones de combate sobre Líbano. Los E-2C tuvieron un papel muy importante durante la invasión del Líbano en 1982. Los E-2C Hawkeye, con sus radares y equipos electrónicos, se unieron a los Boeing 707 y drones para recabar información acerca del despliegue de los sirios. Los Hawkeye israelíes patrullaron a lo largo de la costa libanesa, recibiendo y procesando la información enviada por los drones, para que los aviones atacaran las baterías SAM sirias. Posteriormente, los E-2C dirigieron a las oleadas de formaciones de cuatro cazas F-15 y F-16 que iban llegando a la zona de combate, dirigiéndoles para entablar batalla con los MiG sirios.
Israel realizó numerosas modificaciones a sus E-2. Además de añadir la capacidad de reabastecimiento en vuelo en dos aviones, instaló equipos israelíes. Incluso esta modernización no pudo solventar el hecho de que los equipos del E-2 se habían optimizado para operar sobre el mar, y los israelíes no estaban del todo satisfechos por este motivo con el avión. En 1994, los aviones fueron retirados de servicio, siendo remplazados por los Gulfstream G500 Nahshon-Eitam" equipados con sistemas Phalcon AEW&C.

### Japón
La deserción de un MiG-25 en 1975, que aterrizó en un aeropuerto japonés sin ser detectado, creó alarma en los militares japoneses acerca del estado de su defensa aérea. Japón ha operado el E-2C Hawkeye desde 1983 y es el mayor operador de E-2 después de los Estados Unidos. Japón opera actualmente 13 E-2C Hawkeye, junto a 4 E-767.
Japón quería un avión radar para mejorar la detección de aviones enemigos, y aunque inicialmente se inclinó por el E-3 Sentry, al ser consciente de que la USAF copaba la cartera de pedidos y debería esperar varios años, decidió encargar aviones E-2. Inicialmente se compraron 8 E-2C Group 0, entregados hasta 1985. En 1992 se compraron 5 E-2C adicionales. Se modernizaron los aviones al estándar Hawkeye 2000. En 2019 empezó a recibir aviones E-2D para reemplazar a los E-2C. Los E-2D japoneses están modificados para aumentar la capacidad interna de combustible, aumentando la autonomía a 8 horas.

### México
En 2002, la Armada de México (AARM) adquirió 3 Grumman E-2C Hawkeye a Israel para realizar operaciones de patrulla en el sur del país, dedicadas al rastreo e intercepción de drogas. Los aviones se recibieron en 2004. Sin embargo, hubo problemas con su funcionamiento y los aviones fueron dados de baja en 2009.

### Singapur
Singapur operó durante años 4 E-2C, hasta que fueron retirados y reemplazados por 4 Gulfstream G500. El 111th Squadron fue la unidad creada en la Base Aérea de Tengah para operar los aviones AWACS. En 1987, Singapur encargó 4 E-2C Group 0. Fueron continuamente mejorados hasta ser llevados a la versión Hawkeye 2000. Dados los lazos militares existentes entre Israel y Singapur, no es sorprendente que fueran reemplazados por aviones Gulfstream G550 AEW&C.

### Taiwán
La Fuerza Aérea creó el 2nd Early Warning Squadron, asignado al 20th Electronic Warfare Group, para operar sus E-2. En 1995, Estados Unidos aprobó la venta de cuatro E-2T a Taiwán. A estos les siguieron dos E-2T Hawkeye 2000. En 2008, Taiwán firmó un contrato por el cual Estados Unidos convertiría los cuatro E-2T Hawkeye iniciales a la versión E-2K. Los E-2 Hawkeye se han empleado a menudo para vigilar que los aviones chinos no entren en espacio aéreo de Taiwán. Los E-2 están integrados en la red de defensa aérea, que incluye varios radares y numerosas baterías de misiles antiaéreos y antimisil.

### Ventas fallidas
En 1998, Grecia se interesó por la compra de aviones de alerta temprana. Las opciones analizadas con Estados Unidos fueron la compra de seis E-2C nuevos. También se evaluó el empleo del C-130J con los sistemas del E-2C.
En 2002, Emiratos Árabes Unidos solicitó la compra de cinco E-2C, convertidos al estándar Hawkeye 2000.
Se dice que India, Pakistán y Malasia en algún momento se interesaron por el E-2. En el caso de India se decidió adaptar sistemas israelíes Phalcon en algunos aviones Il-76 Candid. Es posible que la Armada se interese por el E-2 para su nuevo portaaviones. Pakistán optó por comprar aviones SAAB 2000, equipados con radar Eyrie. En el caso de Malasia, el Embraer EMB-145 AEW&C encajó más en sus requerimientos.

## Variantes
W2F-1
Designación original del Hawkeye, cambiada a E-2A en 1962 con la introducción del sistema de designaciones conjunto de los tres servicios de Estados Unidos.
E-2A
Versión inicial de producción, denomina W2F-1 hasta 1962. 59 aviones fabricados.
TE-2A
Dos E-2A convertidos en entrenadores de tripulación.
YC-2A
Dos E-2A, con números de serie 148147 y 148148, convertidos en prototipos del C-2 Greyhound, avión de carga derivado del Hawkeye.
E-2B
Como el E-2A, pero equipado con informática mejorada y con unos estabilizadores exteriores más grandes. 52 aviones convertidos en E-2B a partir de aviones de la versión E-2A.
YE-2C
Dos E-2A, con números de serie 148712 y 148713, convertido en prototipos de la versión E-2C. Designados como YE-2C y 2C-NE respectivamente. Estos aviones, una vez que finalizó su vida útil, pasaron a ser utilizados como entrenadores de pilotos, con la denominación TE-2C.
E-2C
Versión con nuevo radar de vigilancia (en rotodomo dorsal), nuevo radar de búsqueda (en radomo frontal) y con electrónica completamente nueva. Fueron producidos 63 ejemplares. En algunos casos, el E-2C también incorporó nuevos motores.
E-2C Group 0
Versión inicial de producción del E-2C, equipado con un radar AN/APS-120 o AN/APS-125. Pasó a tener un morro más alargado en comparación con versiones anteriores para albergar un nuevo radar de búsqueda.
E-2C Group 1
Incorporó un nuevo radar de vigilancia, el AN/APS-139, un ordenador de misión más moderno y motores mejorados. Fueron fabricados 18 aviones de esta versión.
E-2C Group 2
Radar AN/APS-145, electrónica mejorada.
E-2C Hawkeye 2000
Nuevo ordenador de misión, nuevas hélices Hamilton Sundstrand NP2000 de 8 palas, capacidad de combate cooperativo (CEC, Cooperative Engagement Capability) y comunicaciones aéreas por satélite adicionales. Esta versión originalmente fue llamada E-2C Group 2+.
E-2D
Versión que incorpora un equipo de aviónica completamente nuevo, motores mejorados, una «cabina de cristal» y la capacidad para realizar reabastecimiento en vuelo.
E-2K
Variante del E-2C para la República de China (Taiwán). Es la denominación de los E-2T actualizados a la versión Hawkeye 2000. En 2006 se compraron dos E-2K nuevos y en 2008 se aprobó llevar los E-2T a la versión E-2K.
E-2T
Variante del E-2C para la República de China (Taiwán). Creados con estructuras de aviones E-2B retirados de la Armada de los Estados Unidos (números de serie 151709, 151710, 151724 y 152479) con el fin de complacer a las objeciones de la República Popular China y para hacer que pareciera una venta de cuatro aviones E-2A o E-2B reconstruidos. Sin embargo, estos aviones disponen del mismo nivel de electrónica del E-2C Group II con su radar APS-145.

## Operadores

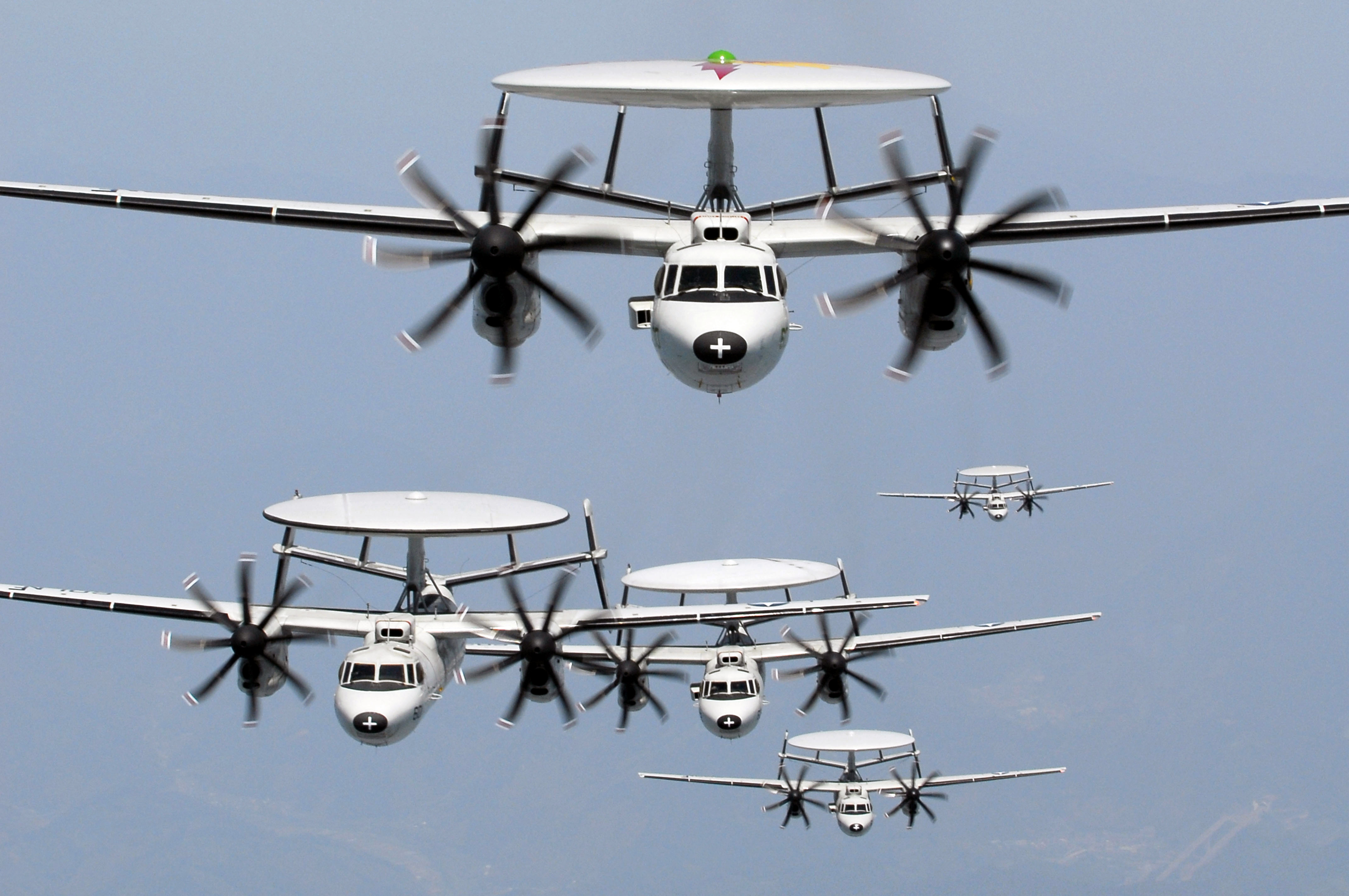
Cinco Grumman E-2C Hawkeye del Escuadrón VAW-115 de la Armada estadounidense volando en formación en 2007.

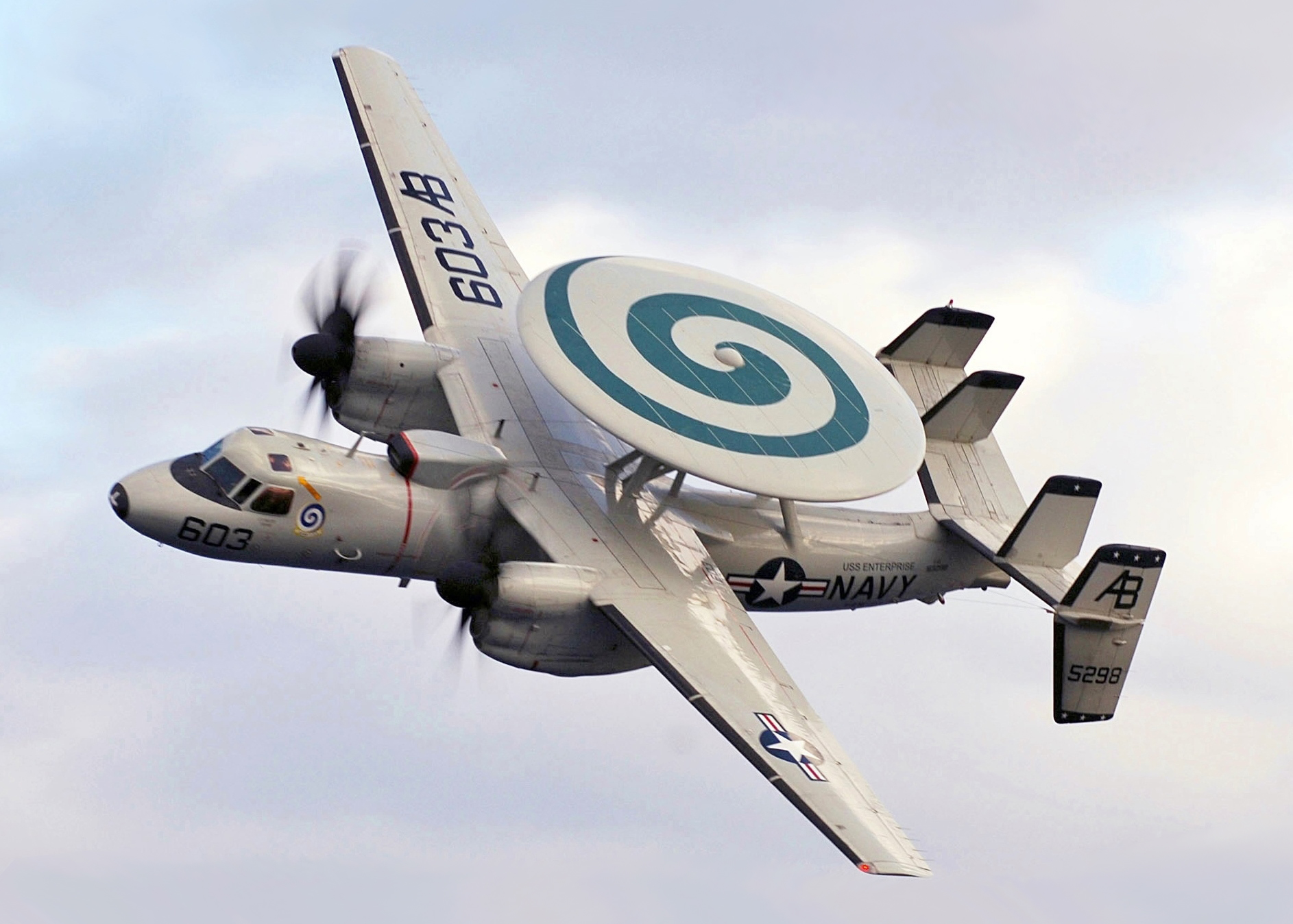
Un E-2C Hawkeye del escuadrón VAW-123 de la Armada estadounidense en 2007.

Egipto
- Fuerza Aérea Egipcia: opera seis aviones, actualizados al nivel E-2 Hawkeye 2000. Cinco E-2C comprados en 1988 y un Group 2 adicional en 1993.

 Estados Unidos
- Armada de los Estados Unidos
  - VAW-77 Night Wolfs
  - VAW-78 Fighting Escargot (ya disuelto)
  - VAW-88 Cottonpickers (ya disuelto)
  - VAW-110 Firebirds (ya disuelto)
  - VAW-111 Graybirds (ya disuelto)
  - VAW-112 Golden Hawks
  - VAW-113 Black Eagles
  - VAW-114 Hormel Hawgs (ya disuelto)
  - VAW-115 Liberty Bells
  - VAW-116 Sun Kings
  - VAW-117 Wallbangers
  - VAW-120 Greyhawks
  - VAW-121 Bluetails
  - VAW-122 Steeljaws (ya disuelto)
  - VAW-123 Screwtops
  - VAW-124 Bear Aces
  - VAW-125 Tigertails
  - VAW-126 Seahawks
  - VAW-127 Seabats (ya disuelto)
- Guardia Costera de los Estados Unidos
  - CGAW-1 (ya disuelto)[52]

 Francia
- Marina Francesa
  - Aviation Navale
    - 4 Flotille: opera desde 1998 tres E-2 llevados posteriormente a la versión 2000, con intención de adquirir un cuarto. Un destacamento de dos E-2C se embarca en los cruceros del portaviones Charles de Gaulle (R 91).

 Israel
- Fuerza Aérea Israelí: primer cliente extranjero al comprar sus E-2 en 1977-1978. Operó cuatro aviones hasta 1994. Tres de ellos fueron vendidos a México, el otro fue a un museo.
  - 192 Squadron

 Japón
- Fuerza Aérea de Autodefensa de Japón: compró en 1982 cuatro E-2C. En 1984 compró otros cuatro, seguidos de dos Group 2 en 1992 y tres Group 2 más en 1995. 
  - 601 Hikotai: opera los 13 E-2C.

 México
- Armada de México: recibió tres E-2C de Israel. Fueron dados de baja, material obsoleto.

 República de China
- Fuerza Aérea de la República de China: opera cuatro E-2T y dos E-2K.[51]
  - 78 Squadron

 Singapur
- Fuerza Aérea de la República de Singapur
  - 111 Squadron: opera cuatro E-2C comprados en 1986, hasta que sean sustituidos por nuevos aviones equipados por Israel..

## Accidentes e incidentes
- El 31 de agosto de 2020, un avión de alerta temprana E-2C Hawkeye de la Armada de los Estados Unidos se estrelló en Virginia. La aeronave estaba asignada al Escuadrón de Mando y Control Aerotransportado (VAW) 120 "Greyhawks" de la flota, de la Estación Naval de Norfolk, y se estrelló cerca de Wallops Island, Virginia, poco después de las 4 p. m. (hora local), según la Comandante portavoz de las Fuerzas Aéreas Navales del Atlántico, Jennifer Cragg. Los cuatro tripulantes resultaron ilesos.[53]

## Especificaciones (E-2C/D)
Referencia datos: US Navy fact file E-2D_Storybook (page 25)

### Características generales
- Tripulación: Cinco (2 pilotos, 3 navegantes (1 Oficial del Centro de Información de Combate (CICO), 1 Oficial de Control Aéreo (ACO) y 1 Oficial de Radar (RO))
- Longitud: 17,6 m (57,7 ft)
- Envergadura: 24,6 m (80,6 ft)
- Altura: 5,6 m (18,3 ft)
- Superficie alar: 65 m² (699,7 ft²)
- Peso vacío: 18 090 kg (39 870,4 lb)
- Peso cargado: 19 536 kg (43 057,3 lb)
- Peso máximo al despegue: 26 083 kg (57 486,9 lb)
- Planta motriz: 2× turbohélice Rolls-Royce T56-A-427A.
  - Potencia: 3800 kW (5239 HP; 5167 CV) cada uno.
- Hélices: 1× de 4 palas en las versiones antiguas, de 8 en las modernizadas por motor.

### Rendimiento
- Velocidad máxima operativa (Vno): 648 km/h (403 MPH; 350 kt)
- Velocidad crucero (Vc): 474 km/h (295 MPH; 256 kt)
- Alcance: 6 h sin reabastecimiento aéreo de combustible, 12 h con reabastecimiento
- Alcance en ferry: 2708 km
- Techo de vuelo: 10 600 m (34 777 ft)
- Régimen de ascenso: 12,8 m/s (2515 ft/min)
- Carga alar: 355 kg/m² (72,7 lb/ft²)
- Potencia/peso: 0,32 kW/kg

### Aviónica
- Sistema de radar de vigilancia en rotodomo dorsal, con uno de los siguientes modelos de radar según la versión del Hawkeye:
  - Radar de impulsos Doppler de frecuencia ultraalta General Electric AN/APS-120/125 (E-2C Group 0) o AN/APS-139 (E-2C Group 1) o AN/APS-145 (E-2C Group 2) o
  - Radar activo de barrido electrónico (AESA) Lockheed Martin AN/APY-9 en la última versión E-2D.[56]

## Aeronaves relacionadas

### Desarrollos relacionados
- E-1 Tracer
- C-2 Greyhound

### Aeronaves similares
- Embraer 145 AEW&C
- KJ-200
- Xian JZY-01/KJ-600
- CASA C-295 AEW
- Boeing E-3 Sentry
- Boeing E-767
- Fairey Gannet
- Hawker Siddeley P.139B
- Yakovlev Yak-44

### Secuencias de designación
- Secuencia G-_ (interna de Grumman): ← G-120 - G-121 - G-122 - G-123 - G-124 - G-125 - G-126 →
- Secuencia W_F (Aviones AEW de la Armada estadounidense, 1952-1962 (Grumman, 1931-1962)): WF - W2F
- Secuencia E-_ (Aviones con instalación Electrónica especial estadounidenses, 1962-presente): E-1 - E-2 - E-3 - E-4 - E-5  →